# Jarosław Jęczeń
Jarosław Jęczeń (ur. 31 stycznia 1968 w Kraśniku) – polski duchowny, dr hab. nauk teologicznych, adiunkt i dyrektor Instytutu Nauk o Rodzinie i Pracy Socjalnej Wydziału Teologii Katolickiego Uniwersytetu Lubelskiego Jana Pawła II, od 2024 r. prorektor ds. kształcenia KUL.

## Życiorys
Święcenia kapłańskie przyjął 6 czerwca 1992. W 1992 ukończył studia w zakresie teologii na Katolickim Uniwersytecie Lubelskim, natomiast w 2000 obronił pracę doktorską pt.  Persona e morale. Morale come il compimento della persona in Giovanni Paolo II, otrzymując doktorat, a 14 października 2014 habilitował się na podstawie dorobku naukowego i pracy zatytułowanej I Communicate, Therefore I AM.
Został zatrudniony na stanowisku adiunkta i dyrektora w Instytucie Nauk o Rodzinie i Pracy Socjalnej na Wydziale Teologii Katolickiego Uniwersytetu Lubelskiego Jana Pawła II.
Jest założycielem i redaktorem pisma parafialnego Przyjaciel w Puławach, oraz objął funkcję członka w Radzie Wykonawczej Archidiecezjalnym Radiu "eR" w Lublinie i członka Zarządu Lubelskiego Towarzystwa Przyjaciół Chorych i Hospicjum Dobrego Samarytanina ds. marketingu i mass mediów, a także piastuje stanowisko profesora Katolickiego Uniwersytetu Lubelskiego.
W 2024 r. został powołany na prorektora ds. kształcenia Katolickiego Uniwersytetu Lubelskiego Jana Pawła II.